# Euphorbia pycnostegia
Euphorbia pycnostegia är en törelväxtart som beskrevs av Pierre Edmond Boissier. Euphorbia pycnostegia ingår i släktet törlar, och familjen törelväxter.

## Underarter
Arten delas in i följande underarter:
- E. p. pycnostegia
- E. p. zornioides